# Ichthyodes lineigera
Ichthyodes lineigera là một loài bọ cánh cứng trong họ Cerambycidae.